# Osnovna šola Križe
Osnovna šola Križe je ena izmed treh osnovnih šol v občini Tržič. Nahaja se v Križah na Gorenjskem, ob cestah Naklo - Duplje - Tržič in lokalni Cesti Kokrškega odreda. Šola je obdana s tremi športnimi igrišči, prostranim travnikom in polji. Ob šoli stoji tudi stavba vrtca.

## Šola danes
Šolo z 18. oddelki trenutno obiskuje 322 učencev. Učence poučuje in zanje skrbi 46 strokovnih, administrativnih, tehničnih in javnih delavcev. Šola je vključena v nekaj projektov (Pasovček, Zdrava šola, Eko šola, Pomladni dan, Comenius, Mreža učečih se šol, Sodelovanje z Ljudsko šolo Borovlje, Armalov sklad, ŠKL, Policist Leon svetuje, Pri Muci Copatarici, Uvedba drugega tujega jezika itd.)
Učenci na najrazličnejših tekmovanjih dosegajo odmevne uspehe. 
Šola je ena redkih v Sloveniji, ki je energetsko samozadostna. V šolskem letu 2008/2009 je na obnovljeni šolski strehi pričela z obratovanjem mala sončna elektrarna.

## Zgodovina šole

### Šola v času Avstro-Ogrske
Kriška ljudska šola je bila ustanovljenja leta 1859. Prvi učitelj je bil Ivan Mandeljc, ki je z rednim poučevanjem začel januarja 1860 v poslopju ob cerkvi, ki se je imenovalo »mežnarija«. Do šolskega leta 1888/1889 je pouk potekal precej redno, nato pa so tedanjega učitelja Konrada Mallya premestili. Učenci so ostali brez učitelja, zato jih je začasno poučeval kriški kaplan Alojzij Žužek. Prvega marca 1889 pa je v vas prišel nov učitelj Janko Jezeršek. 
Stara stavba je postala pretesna, zato so leta 1900 čez cesto zgradili novo šolsko poslopje. Z denarnimi prispevki in delom so pri gradnji sodelovali tudi vaščani in nova šola je bila slovesno blagoslovjena 24. oktobra 1900. Kriško šolo so obiskovali otroci iz Križ, Pristave, Retenj, z Brega, iz Žiganje vasi, Sebenj, Seničnega, s Spodnjega in z Zgornjega Veterna, iz Gozda, Novakov in do leta 1922 tudi z Golnika. Otroci so v šolo prihajali peš. Najdaljšo pot so morali prehoditi učenci iz Gozda in Novak, saj je pot v šolo trajala kar slabo uro.
V tem obdobju sicer skromni zapisi v šolski kroniki poročajo o večkratnih mesečnih prekinitvah pouka zaradi otroških bolezni. Tako sta na primer leta 1890 razsajali najprej pozimi huda gripa, nato pa davica, 1896 pa oslovski kašelj. 
Med prvo svetovno vojno so bila šolska vrata velikokrat zaprta. Pouk so spomladi in jeseni skrajšali, da so otroci lahko pomagali pri poljskih in drugih opravilih ter tako za silo nadomestili moške, ki so odšli v vojsko. Pouka ni bilo še od sredine oktobra 1917 do januarja 1918, ker so se v šolskem poslopju nastanili nemški vojaki. 

### Čas med obema vojnama
Novi šolski zakon iz leta 1929 je osnovno šolo preimenoval iz ljudske v narodno in jo ločil na štiriletno osnovno in štiriletno višjo narodno šolo, kjer je pouk trajal do dopolnjenega učenčevega štirinajstega leta. Šolska stavba je v šolskem letu 1933/1934 dobila vodovod s pitno vodo. Na šolskem zemljišču so imeli urejen sadovnjak in zelenjavni vrt. Iz Ljudske šole v Križah pri Tržiču se je konec dvajsetih let preimenovala v Državno osnovno šolo Križe, leta 1933 so oznako osnovna zamenjali z narodna in se je tako imenovala Državna narodna šola Križe. Leta 1939 so šolo poimenovali po takratnem mladoletnem jugoslovanskem kralju in šola je tako nosila ime Državna mešana ljudska šola „Kralja Petra II.“ v Križah. V tem obdobju je šolo obiskovalo približno 270 učencev, ki jih je poučevalo pet do šest učiteljev in nič nenavadnega ni bilo, da je v razredu sedelo 50 učencev. 
Poleg pouka so učenci v takratni šoli opravljali tudi nekaj takrat tako imenovanega družbeno koristnega dela. V šolskem letu 1920/1921 so na primer nabirali vrbove palice, par let pozneje so na poljih uničevali rjavega hrošča, v tridesetih pa so največ pogozdovali. 
Šola je v tem obdobju že načrtno skrbela za zdravstveno stanje otrok, saj so imeli dokaj redne zdravstvene preglede, otroke pa so tudi cepili proti davici, škarlatinki in pozneje v sodelovanju z zdraviliščem na Golniku še proti tuberkulozi. Leta 1936 so pripravili prvi roditeljski sestanek. 

### Čas druge svetovne vojne
Aprila 1941 je bil pouk na kriški šoli prekinjen, dokončno pa so stavbo zaprli 7. maja. Nemški okupator je vseh šest takratnih učiteljev odpustil in štiri tudi izgnal. Julija 1941 so v Križe prišli prvi nemški učitelji. Takoj so pričeli z nemškimi jezikovnimi tečaji za šolsko mladino in odrasle. Redna nemška šola se je odprla 24. septembra 1941. 
V skladu z nemško okupacijsko politiko je ves pouk potekal izključno v nemškem jeziku. Slovenska beseda je bila prepovedana tudi med odmori in male kršilce „novega reda“ so nemški učitelji, ki po večini niti niso imeli ustrezne izobrazbe, hudo telesno kaznovali. 
Med vojno je šolsko poslopje ostalo skoraj nepoškodovano. Stavbo je večkrat zasedla nemška vojska in zato je bila delno uničena oprema. V celoti je bila po naročilu okupatorja sežgana učiteljska in šolska knjižnica ter vsa učila in učni pripomočki. Knjige so morali učenci znositi na dvorišče, kjer so jih nemški učitelji sežgali. Nekaj škode na stavbi je nastalo maja 1945, ko je prišlo do manjšega spopada med umikajočo se nemško vojsko in zasledujočo jugoslovansko 29. hercegovsko divizijo. 

### Obdobje po drugi svetovni vojni
Po odhodu vojakov je bila šola počiščena, učilnice prebeljene in za silo pripravljene za pouk. Že poleti 1945 so učitelji pripravili tečaje za učence, ki so se jeseni želeli vpisati v nižjo gimnazijo. Vse ostale učence je šolski zvonec k pouku poklical šele 16. oktobra. 
Največja sprememba na področju šolstva se je zgodila leta 1958, ko so uvedli enotno osemletno osnovno šolo kot edino obliko obveznega osnovnošolskega izobraževanja. Nižja gimnazija v Tržiču je bila s tem ukinjena in tako so sedaj otroci hodili v enotno kriško osemletko. To je zapolnilo klopi v višjih razredih in od šolskega leta 1961/1962 v Križah niso več izvajali kombiniranega pouka. 
Nekaj let po drugi svetovni vojni so se učenci kot tuj jezik učili ruščino. Po letu 1948 so namesto nje uvedli nemščino ali angleščino. Število učencev v kriški šoli je postopoma naraščalo in prostorska stiska je bila vedno večja. Gradnja načrtovanega prizidka se je zaradi finančnih težav vedno znova prestavljala v nove čase. Pomanjkanje prostora je vrhunec doseglo leta 1957, ko so bile za poučevanje devetih oddelkov na voljo le tri učilnice. Pouk je zato v nadaljevanju potekal kar v treh izmenah. 
V takšnih razmerah so leta 1959, ko je kriška šola praznovala 100 let delovanja, končno dogradili šoli prizidek in nekoliko preuredili obstoječo stavbo. Preurejena šolska stavba je bila slovesno odprta 18. oktobra 1959. Ob odprtju so proslavili tudi 100-letnico delovanja šole. 

### Tretje šolsko poslopje
Šolska stavba je v drugo postala pretesna. Število učencev je konec šestdesetih let že preseglo število 350 in večinoma so vsi razredi imeli po dva oddelka. Nova šola je bila zgrajena s samoprispevkom, ki so ga ljudje potrdili na referendumu. V referendumsko kampanjo so bili vključeni tudi učenci, ki so 22. novembra 1968 v Tržiču s transparenti pozivali ljudi, naj glasujejo za samoprispevek. Glasovanje je potekalo dva dni kasneje in samoprispevek v Občini Tržič je bil potrjen. Prostor za novo šolo so izbrali na mestu nekdanje vojašnice JLA. Novo moderno šolsko poslopje so svečano odprli ob občinskem prazniku 7. avgusta 1971. Šola se je tako od šolskega leta 1971/1972 dalje imenovala Osnovna šola Kokrškega odreda Križe. Leto poprej se je zgodila še ena pomembna sprememba. Uveden je bil petdnevni delovni teden. Pouka in šole ob sobotah ni bilo več. 
Naslednja organizacijska sprememba pouka se je zgodila 1976, ko so na kriški šoli kot na eni izmed redkih gorenjskih šol uvedli celodnevno šolo. Le-ta se je končala s šolskim letom 1986/1987, namesto nje pa so uvedli oddelke podaljšanega bivanja. 
Na šoli je od septembra 1972 pa do leta 1988 pod pokroviteljstvom Ljubljanske banke delovala šolska hranilnica. 
Posebnost kriške šole so bili gostinsko-turistični dnevi, ki so jih učenci in učitelji prirejali od leta 1986 do 1997 pod pokroviteljstvom podjetja Živila. Šolska jedilnica se je za en dan spremenila v restavracijo, učenci pa v natakarje, kuharje in prodajalce, ki so pod mentorstvom gostincev iz Živil ves dan kuhali in stregli številnim obiskovalcem.

### Šola v Sloveniji
Od leta 1992 se šola imenuje preprosto le Osnovna šola Križe. Na področju osnovnega šolstva je bila največja sprememba devetletka. Na kriški šoli je bila kljub prostorski stiski uvedena s šolskim letom 2003/2004. Od leta 2007 šolo spremljata lastna zastava in logotip. Zaščitni znak šole sestavljata svinčnik kot eden osnovnih šolskih pripomočkov in čebelica kot simbol marljivosti, zaobjeta pa sta v krog, simbol vseživljenjskega učenja.

## Znani učenci šole
- Bojan Križaj
- Janez Zibler
- Matjaž Zupan
- Robi Meglič
- Dejan Jekovec
- Andreja Grašič
- Kozma Ahačič
- Žan Košir
- Janez Kavar

## Dosedanjiravnatelji
Ivan Mandeljc (1859 – 1864), Pavel Zore (1864 – 1883), Ivan Ferlan (1883 - 1884), Josip Ažman (1885 – 1887), Konrad Mally (1888), Janko Jezeršek (1889 – 1926), Andrej Rojc (1926 - 1928), Aleksander Jeločnik (1929 - 1931), Peter Kompoš (1931/32), Marta Ankele (1932), Vilijam Baltezar (1932 - 1939), Janez Lampič (1939 - 1941), Jakob Winkler (1941 – 1943), Janez Kavar (1945 – 1970), Janez Ribnikar (1970 – 1985), Janez Piškur (1985 - 2005), Erna Meglič (2005 - 2024), Katja Konjar (2024 -).